# Pável Gorianinov
Pável Fiódorovich Gorianinov (a veces Horaninov o Gorjaninov; translitera al cirílico ruso Павел Фёдорович Горянинов) (1796-1865) fue un botánico, micólogo y pteridólogo ruso. Su abreviatura botánica es Horan.
Se especializó en las pteridófitas, en la Micología y en las espermatófitas. Publica Prodromus Monographiae Scitaminarum en 1862.

## Otras publicaciones
- 1834. Primae lineae systematis naturae

## Otros nombres
- Paul (Paulus) Fedorowitsch Ghoryaninov
- Pavel Fedorovich Gorianinov
- Paul (Paulus) Fedorowitsch Horaninov

## Honores
En su honor se nombra al género Horaninovia Fisch. & C.A.Mey. 1841
- La abreviatura «Horan.» se emplea para indicar a Pável Gorianinov como autoridad en la descripción y clasificación científica de los vegetales.[1]